# Lake Village, Indiana
Lake Village är en så kallad census-designated place i Newton County i Indiana. Vid 2010 års folkräkning hade Lake Village 765 invånare.